# Authon-Ébéon
Authon-Ébéon is een gemeente in het Franse departement Charente-Maritime (regio Nouvelle-Aquitaine) en telt 407 inwoners (1999). De plaats maakt deel uit van het arrondissement Saint-Jean-d'Angély.

## Geografie
De oppervlakte van Authon-Ébéon bedraagt 11,8 km², de bevolkingsdichtheid is 34,5 inwoners per km².
De onderstaande kaart toont de ligging van Authon-Ébéon met de belangrijkste infrastructuur en aangrenzende gemeenten.

## Demografie
Onderstaande figuur toont het verloop van het inwonertal (bron: INSEE-tellingen).

1. ↑  Populations de référence 2022.